# Palmela (vino)
Palmela es una denominación de origen controlada (DOC) portuguesa para vinos producidos en la región demarcada de Palmela, que abarca los concelhos de Montijo, Palmela y Setúbal y parte del de Sesimbra, situados junto al estuario del Tajo, al sureste de Lisboa.
Los vinos de Palmela pueden ser tintos, blancos, rosados, de aguja, espumosos o generosos. 

## Variedades de uva
- Tintas: Castelão (Periquita), Alfrocheiro, Bastardo, Cabernet Sauvignon y Trincadeira (Tinta Amarela).
- Blancas: Arinto (Pedernã), Fernão Pires (Maria Gomes), Moscatel Galego Branco, Moscatel Graúdo, Moscatel Galego Roxo (Moscatel Roxo), Rabo de Ovelha, Síria (Roupeiro), Tamarez y Vital.